# Пам'ятник П. О. Румянцеву- Задунайському в Глухові
Пам'ятник П. О. Румянцеву- Задунайському в Глухові  — пам'ятник, встановлений президентові Малоросійської колегії в колишній столиці Гетьманщини в 1866 році. Демонтований більшовиками в 1919 році.

## Історія створення

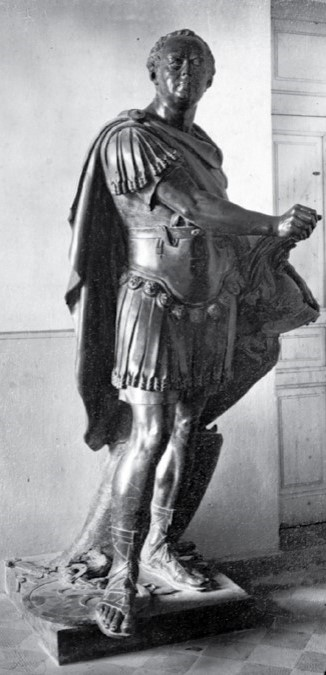
Пам'ятник Петру Рум'янцеву-Задунайському у міському у Глухівському краєзнавчому музеї в 1920-тих роках

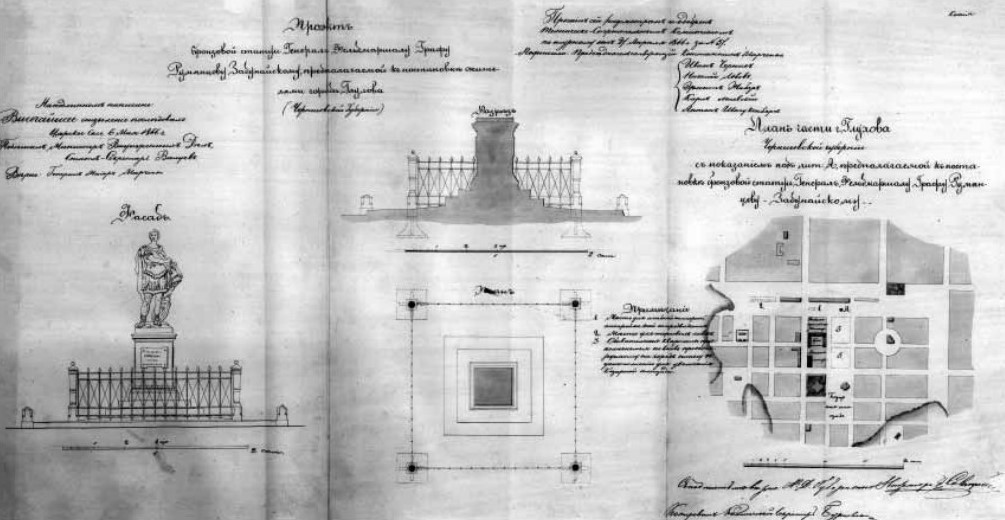
Загальний вигляд проєкту встановлення пам’ятника П.О. Румянцеву-Задунайському у Глухові, розроблений 1866 року Олександром Гроссом

Статую графа Петра Рум'янцева-Задунайського, що в 1764—1781 роках був президентом Малоросійської колегії та генерал-губернатором Лівобережної України, в 1793 році створив відомий скульптор французького походження Жан Домінік Рашетт. Він закінчив Королівську Академію мистецтв у Копенгагені, працював у Франції, Німеччині та Російській імперії. Першим замовником цієї статуї був управитель секретної канцелярії у Генеральній військовій канцелярії Петро Завадовський, згодом, статс-секретар, генер-майор та фаворит імператриці Катерини II. У своєму маєтку в селі Ляличі Суразького повіту Чернігівської губернії (тепер, село Брянської області Росії) він звів розкішний палацово-парковий комплекс, над проєктом якого працювали Джакомо Кваренгі та Микола Львов. Маєток складався з палацу з галереями і флігелями, церкви Святої Катерини і великого регулярного парку. На честь своєї благодійниці Катерини II, цю садибу Петро Завадовский назвав Катеринодаром. Пізніше ця назва поширилася і на село. У парку знаходилася 12-ти колонна ротонда — Храм вдячності, в центрі якої стояла статуя графа Петра Рум'янцева-Задунайського.
Після смерті Петро Завадовський в 1812 році, палацово-парковий комплекс в Катеринодарі декілька разів змінював власників і поступово занепадав. Певний час маєтком володіла родина Енгельгардів, члени якої розпродали багато цінних речей або перевезли в свої помістя. Так, статуя Петра Рум'янцева опинилася в Смоленській садибі Енгельгардів, а з часом була виставлена на продаж.
Наприкінці 1865 року Чернігівський губернатор Сергій Голіцин, зацікавлений покупкою статуї та доставкою її в Глухів, запропонував підтримати ідею міському голові Ніколі Терещенку. Губернатор планував купити цю статую та подарувати Глухову, як центру адміністративної діяльності генерала-фельдмаршала. За кошти міста необхідно було забезпечити перевезення скульптури, виготовлення для неї постаменту та обрання місця для її встановлення. Планувалося виготовити постамент з надійного та міцного жорнового каміння, яке знаходилось у каменоломні Терещенка та Миклашевського. Купець Яків Куксін в Смоленську придбав цю статую за 1500 руб. сріблом, які надав губернатор Сергій Голіцин.
В листопаді 1865 року Глухівська міська громада визначила місцем для встановлення пам'ятника на площі навпроти корпусу кам'яних лавок поряд з базарною площею, до якої з одного боку примикали присутствені місця, де раніше розташовувався кам'яний корпус Другої малоросійської колегії. (сучасна площа Рудченка, центральна частина). На початку 1866 року містяни змінили свою думку та вирішили, що скульптуру Румянцева-Задунайського краще розмістити в іншому місці. Про це Нікола Терещенко повідомив у листі до Чернігівського губернатора: «Для встановлення статуї обрано два місця. 1) міська площа біля Собору, де пам'ятник може бути вставлений між церквою Святого Миколая та Соборними лавками, на плані це місце відзначено під літерою В (сучасне місцезнаходження перонів для посадки та висадки пасажирів біля автостанції). 2) міська площа, де знаходяться залізні лавки. Місце для статуї на цій площі обрано між будинком Плешкової та кам'яними лавками, тож би вона на сажень чи дві була віддалена від Києво-Московської вулиці, на планах це місце відзначено під літерою А (сучасний сквер Тараса Шевченка, місцезнаходження тимчасової споруди для провадження підприємницької діяльності). Перевага надавалася другому варіантові, тому що тут статуя стоятиме не тільки на площі, а водночас і на головній великій вулиці, в той час, як на Соборній площі вона вже не матиме такої зручності…»
Утім губернське правління затвердило перший варіант, який був запропонований ще у 1865 році. Для реалізації цього розпорядження необхідно було знести старі житлові будинки, щоб розширити базарну площу. Однак на вирішення цього питання не було згоди власників житла. Знесення житлових будинків та розширення базарної площі відбулося в 1873 році. але пам'ятник Румянцеву-Задунайському, попри зобов'язання Н. Терещенка його перенести, залишався нерухомо на одному місці до своїх останніх днів.
Одночасно глухівський архітектор Олександр Гросс розробляв проєкт пам'ятника Петру Рум'янцеву-Задунайському.
Після завершенню всіх підготовчих робіт статуя Петра Рум'янцева-Задунайського в 1866 році була встановлена на подарованому Ніколою Терещенко постаменті, на центральній Києво-Московські вулиці. За день до відкриття пам'ятника, його мав оглянути Губернський архітектор на предмет дотримання всіх технічних вимог. У звітному рапорті зазначалося: "…маю честь донести, що встановлення пам'ятника Графа Рум'янцева-Задунайського в м. Глухові засвідчена і споруда зроблена міцно, згідно з проєктом. Губернський архітектор Г. Федоров. Площу, де стояв пам'ятник, містяни назвали Рум'янцевською.
Статуя Рум'янцева-Задунайського простояла в Глухові до 1919 року, коли представники більшовицької влади вирішили, що «ненависні їм тирани — капіталіст-мироїд Терещенко і царський прислужник-мілітарист Рум'янцев» не варті того, щоб стояти в центрі міста і дивитися на них з гори вниз. Постановою президії Глухівського військово-революційного комітету від 3 лютого 1919 року було вирішено: «Пам'ятник Терещенку та Рум'янцеву зняти негайно, щоб не ганьбити пролетаріат перед революцією. А з цього матеріалу створити пам'ятник Великим Вождям соціальної революції Німеччини, Товаришам Карлу Лібкнехту та Розі Люксембург. Перейменувати вулиці міста: Києво-Московську назвати вулицею Карла Лібкнехта, Терещенківську — Рози Люксембург, Рум'янцевську площу — імені Володарського…». Згодом, на новоперейменованій площі ім. В. Володарського проводилися мітинги, трибуною для ораторів слугував постамент пам'ятника Петру Рум'янцеву. Згодом на постаменті встановили «Маяк революції»..
До кінця 1920-х років статуя Рум'янцева лежала біля заднього фасаду торгівельних рядів. Його не переплавили, а передали у запасники Глухівського міського краєзнавчого музею. В 1942 році під час окупації загарбники розпиляли статую на частини і намагалися вивезти до Німеччини, але на залізничній станції Слоут партизани відбили ешелон з награбованим майном. Голова скульптури була захована місцевими жителями і в 1943 році передана у Глухівський краєзнавчий музей, в середині XX ст. перевезена до Сумського обласного краєзнавчого музею, у зв'язку з закриттям музею в Глухові.

## Опис
Перша бронзова статуя зображала графа Петра Рум'янцева-Задунайського в образі героя-переможця. Він був одягнений в античне військове вбрання. Біля його підніжжі лежали турецькі трофеї і нагороди. Про статую в листі Глухівському міському голові Ніколі Терещенку розповідає Чернігівський губернатор Сергій Голіцин: «…Статуя бронзова вище в 3 аршини 1 вершок (~220 см); плита під нею також бронзова 18 вершків (~80 см). У квадраті товщиною 3,5 вершка (~15,5 см), вага у статуї та плити 85 пудів 11 фунтів» (~1 т 450 кг).
На постаменті пам'ятника було розміщено таке інформацію: «На лицьовому боці: Генерал-Фельдмаршал, граф Петр Александрович Румянцев-Задунайский / Президент Малороссийской коллегии / 1764—1789 / Non solum armis (Не лише зброєю — девіз роду Рум'янцевих). На правому фасаді: Родился в 1725 году / Умер 8 декабря 1796 / Похоронен в Киево-Печерской лавре. На лівому фасаді: Генеральная опись Малороссии 1767 года / Битва при Кагуле 1770 года / Мир в Кучук-Кайнарджи 1774 года. На задньому фасаді: Статуя подарена г. Глухову Почетным Гражданином Князем Сергеем Павловичем Голициным / Поставлена в 1866 году / Основание под статую устроено на свой счет Глуховского городского головы Николы Артемьевича Терещенко, а решетка установлена самыми жителями».
Про зовнішній вигляд скульптури залишив спогади український історик та політики Микола Василенко, який з 1875 до 1885 року навчався у Глухівській гімназії: «Пройшовши від гімназії за кут на вузькій довгій площі, завжди досить пустельній, ми бачили невеликий пам'ятник П. О. Рум'янцеву-Задунайському. Рум'янцев зображений у римській тозі і в такому вигляді, що без прочитання надписів його не впізнаєш. Вже справді — „це лев, а не собака“. Він ніколи не справляв і не справляє враження. Біля пам'ятника завжди було безлюдно, незатишно. Пізніше, вже у XX ст., там був розбитий сквер, який став місцем гуляння для глухівчан. У мій час біля пам'ятника не було жодного деревця, і стояв він самотньо і понуро на курній площі».